# Notariqon
Notariqon (נוטריקון ou Notarikon)  é um método de derivação de uma palavra, usando cada uma das suas letras inicial (ראשי תיבות) ou letras finais (סופי תיבות) para dar suporte a outra, para formarem uma frase ou ideia ausente na sentença. Outra variação usa as primeiras  e  últimas letras, ou as duas letras do meio de uma palavra, para formar outra palavra.  A palavra "notariqon" é emprestada da língua grega (νοταρικόν), que é derivada da palavra Latina "notarius" que significa "escrita taquigrafica."
Notariqon é um dos três métodos antigos usados pelos Cabalistas (os outros dois são guemátria e temurá)  para reorganizar palavras e sentenças. Esses métodos foram usados para derivar o substrato esotérico e o significado espiritual mais profundo das palavras na Bíblia. Notariqon também foi usado na alquimia.

## Usado por Rashi
Rashi usou o notariqon sete vezes em sua pirush (פירוש, "explanação") no Humash:
- Bereshit (Gênesis) 15:2 "וּבַגְּמָרָא שֶׁלָּנוּ דָּרְשׁוּ נוֹטְרִיקוֹן, דּוֹלֶה וּמַשְׁקֶה מִתּוֹרַת רַבּוֹ לַאֲחֵרִים"
- Bereshit (Gênesis) 17:2 "כִּי אַב הֲמוֹן גּוֹיִם. לְשׁוֹן נוֹטְרִיקוֹן שֶׁל שְׁמוֹ"
- Bereshit (Gênesis) 30:2 "וּמִדְרַשׁ אַגָּדָה יֵשׁ רַבִּים בִּלְשׁוֹן נוֹטָרִיקוֹן"
- Bereshit (Gênesis) 49:22 "אֶבֶן יִשְׂרָאֵל. לְשׁוֹן נוֹטְרִיקוֹן אָב וּבֵן, ’אֲבָהָן וּבְנִין‘, יַעֲקֹב וּבָנָיו"
- Shemot (Êxodo) 20:12 "אִם תְּכַבֵּד יַאֲרִיכוּן יָמֶיךָ וְאִם לָאו יִקְצְרוּן. שֶׁדִּבְרֵי תוֹרָה נוֹטְרִיקוֹן הֵם נִדְרָשִׁים, מִכְּלָל הֵן לַאו וּמִכְּלָל לַאו הֵן" (O Hiddush ("novo ensinamento") aqui é que a palavra נוטריקון in guemátria = מכלל הן לאו ומכלל לאו הן.)
- Bamidbar (Números) 11:8 "דָּבָר אַחֵר, 'לְשַׁד' לְשׁוֹן נוֹטָרִיקוֹן לַ'יִשׁ שֶׁ'מֶן דְּ'בַשׁ, כְּעִסָּה הַנִּלּוֹשָׁה בְשֶׁמֶן וּקְטוּפָה בִדְבַשׁ."
- Bamidbar (Números) 22:32 "כִּי יָרַט הַדֶּרֶךְ לְנֶגְדִּי. רַבּוֹתֵינוּ חַכְמֵי הַמִּשְׁנָה דְּרָשׁוּהוּ נוֹטָרִיקוֹן, יָרְאָה, רָאֲתָה, נָטְתָה"

## Uso na magia
Um uso comum de Notariqon na prática da Cabalá, seja para magia ou ritual, era formar nomes secretos de Deus derivados de versos religiosos ou bíblicos. Agla, um acrônimo para Atah Gibor Le-olam Adonai , traduzido, "Você, Ó Senhor, é poderoso para sempre", é um dos exemplos mais famosos de Notariqon. Dezenas de exemplos são encontrados no Berit Menuhá, como é referenciado na seguinte passagem:
E foi descoberto que os Malakim foram criados a partir do vento e do ar fino e esclarecedor, e que o nome de sua origem עַמַרֻמְאֵליוְהָ foi derivado do verso (Salmos 104: 4): 'Quem faz os ventos teus mensageiros, fogo e chama teus ministros '(.....) E quando as luzes alcançam esta Sefirá, eles se unem e recebem um nome que é derivado das letras centrais do seguinte verso (Gênesis 6: 2):' Os filhos de Deus viram que as filhas dos homens eram justas; e eles se casaram com eles como quisessem. E este valente nome, que é desenhado no Guevurá, é רְנֵלבֺנקְהֵכשְיִהְ.
Sefer Gematriot, é outro exemplo onde muitos Notariqons para uso em talismãs, são dados a partir de versos bíblicos.